# Homothraulus lucretiae
Homothraulus lucretiae is een haft uit de familie Leptophlebiidae. De wetenschappelijke naam van de soort is voor het eerst geldig gepubliceerd in 1960 door Traver.
De soort komt voor in het Neotropisch gebied.